# Ralf Ewen
Ralf Ewen (* 11. Februar 1972 in Hage) ist ein ehemaliger deutscher Fußballspieler.

## Karriere

### Vereine
In der Jugend des ostfriesischen SV Hage begann er mit dem Fußballspielen und wurde dort zum Jugendnationalspieler. Mit 16 Jahren ging er dann zu Bayer 04 Leverkusen in die A-Jugend.
Von der zweiten Mannschaft Bayer 04 Leverkusens wechselte der Defensivspieler Ralf Ewen zur Saison 1992/93 zum Zweitliga-Aufsteiger VfL Wolfsburg und absolvierte in vier Spielzeiten 40 Einsätze für den VfL in der zweithöchsten deutschen Spielklasse. Dabei konnte er sich nach 20 Einsätzen in der Saison 1992/93 jedoch nicht dauerhaft etablieren und absolvierte lediglich zwölf Einsätze 1993/94, zwei Einsätze 1994/95 und sechs Einsätze 1995/96.
Ewen ging daraufhin zum Regionalligisten SC Paderborn 07, verließ diesen aber ein Jahr später bereits wieder. Beim Bundesligisten Hansa Rostock konnte sich Ewen jedoch erneut nicht durchsetzen und absolvierte 1997/98 nur drei und 1998/99 weitere zwei Einsätze in der höchsten deutschen Spielklasse, woraufhin er zum SC Paderborn zurückkehrte.
Nach einem weiteren Jahr in Paderborn wechselte Ewen 2000 zum in der Fußball-Oberliga spielenden BV Cloppenburg, für den er ab 2005 in der zweiten Mannschaft aktiv war. Zugleich arbeitete er als Jugendtrainer im Verein. Im Januar 2007 verließ er den Verein in Richtung Vechta, wo er sich dem VfL Oythe anschloss. Ab der Saison 2011/12 bis September 2012 war er Spielertrainer beim Bezirksligisten SV Holdorf. Er wurde aufgrund von Erfolglosigkeit entlassen.

### Nationalmannschaft
Ewen absolvierte insgesamt 34 Jugend-Länderspiele für Deutschland.